# Kuphus polythalamius
Kuphus polythalamius (conocido como tamilok gigante) es una especie de molusco bivalvo marino de la familia Teredinidae.

## Descripción
El animal vive dentro de una concha en forma de tubo conocida como cripta, una secreción calcárea diseñada para permitir que pueda habitar en los pantanos de los manglares. Un ejemplar típico mide 100 cm de largo y tiene la forma de un colmillo de elefante truncado. El extremo anterior, más ancho, está cerrado, tiene una punta redondeada y mide aproximadamente 11 cm de diámetro. A partir de ahí, el tubo se estrecha hasta un extremo posterior abierto de aproximadamente 3.8 cm de diámetro, con un tabique central. A través de este extremo sobresalen sifones para la alimentación y la respiración. Se pueden esconder dentro del tubo y el extremo se puede sellar con un conjunto de placas o «paletas» especializadas. Las dos pequeñas válvulas del molusco se encuentran dentro del tubo junto con el manto, el intestino y otros órganos blandos. El interior del tubo se puede ver mediante rayos X.

## El bivalvo más largo
La almeja gigante (Tridacna gigas) se considera generalmente el molusco bivalvo más grande conocido. Un espécimen del Museo Americano de Historia Natural tiene 136.87 centímetros de longitud. Sin embargo, el Kuphus polythalamius ostenta el récord de ser el bivalvo más largo. Un ejemplar propiedad de Victor Dan en los Estados Unidos tiene una longitud de 153.2 centímetros, considerablemente más largo que la almeja gigante más grande conocida.

## Distribución
En la actualidad, se encuentra en el océano Pacífico occidental, el océano Índico occidental y oriental y el área indo-malasia. Su área de distribución incluye Filipinas, Indonesia y Mozambique. Sin embargo, el único hábitat natural de la especie estudiado a fondo se encuentra en Kalamansig, Sultán Kudarat, en Filipinas.

## Evolución
La bióloga marina Ruth Turner ha estudiado a los teredínidos y considera que su ancestro común habría sido muy parecido al Kuphus polythalamius, el más primitivo de entre las especies actuales. Turner sostiene que la anatomía del tubo era tal que el animal no habría podido excavar en la madera como lo hacen otros teredínidos modernos, sino que habría vivido enterrado en sedimentos blandos.

## Ejemplares vivos
En abril de 2017, la especie se convirtió en el foco de atención internacional cuando el anuncio de un estudio científico realizado en Filipinas exhibió esta especie como si se tratase de un extraño espécimen vivo. La muestra era de color negro metalizado y muy musculosa. Mientras que otros teredínidos se alimentan de madera sumergida, se descubrió que el K. polythalamius usa bacterias en sus branquias para utilizar el ácido sulfhídrico en el agua como fuente de energía utilizada para convertir el dióxido de carbono en nutrientes. En este sentido, se parece al gusano de tubo gigante (Riftia pachyptila), que no está relacionado con él y que en realidad es un gusano.